# Lurcy-le-Bourg
Lurcy-le-Bourg település Franciaországban, Nièvre megyében. Lakosainak száma 274 fő (2022. január 1.). Lurcy-le-Bourg Oulon, Saint-Benin-des-Bois, Sainte-Marie, Nolay, Prémery és Saint-Franchy községekkel határos.

## Népesség
A település népességének változása:
| Lakosok száma | 299  | 300  | 287  | 281  | 278  | 276  | 273  | 274  |
|               | 2013 | 2015 | 2017 | 2018 | 2019 | 2020 | 2021 | 2022 |